# Mamady Diambou
Mamady Diambou (* 11. November 2002 in Bamako) ist ein malischer Fußballspieler.

## Karriere

### Verein
Diambou begann seine Karriere beim Guidars FC. Im Januar 2021 wechselte er nach Österreich zum FC Red Bull Salzburg, bei dem er einen bis Mai 2025 laufenden Vertrag erhielt. Zunächst sollte er aber für das zweitklassige Farmteam FC Liefering zum Einsatz kommen.
Sein Debüt in der 2. Liga gab er im Februar 2021, als er am 15. Spieltag der Saison 2020/21 gegen den FC Blau-Weiß Linz in der Startelf stand. Nach einem halben Jahr bei der Zweitligamannschaft der Salzburger rückte er zur Saison 2021/22 in den Kader der ersten Mannschaft. Anschließend gab er im Oktober 2021 sein Debüt in der Bundesliga. In der Saison 2021/22 absolvierte er acht Partien in der Bundesliga, zudem kam er zu 18 Zweitligaeinsätzen für Liefering. Mit Salzburg holte er das Double.
Nach weiteren vier Bundesligaeinsätzen bis zur Winterpause 2022/23 wurde Diambou im Januar 2023 in die Schweiz an den FC Luzern verliehen. In Luzern kam er zu 13 Einsätzen in der Super League, wobei er nur dreimal in der Startelf stand.

### Nationalmannschaft
Diambou nahm 2023 mit der malischen U-23-Auswahl am Afrika-Cup teil. Mali erreichte beim Turnier den dritten Rang, Diambou kam in vier der fünf Partien zum Einsatz. Im März 2024 gab er in einem Testspiel gegen Nigeria sein Debüt im A-Nationalteam.

## Erfolge
- Österreichischer Meister: 2022, 2023
- Österreichischer Cupsieger: 2022